# De Wereldsteden
De Wereldsteden is een buurt van IJsselstein, in de Nederlandse provincie Utrecht. De wijk heeft 1345 inwoners (2023).. 
De buurt grenst met de klok mee aan De Rivieren, Het Hart, De Hoven en De Boomgaard, Bedrijventerrein De Corridor en de gemeente Lopik. De buurt maakt onderdeel uit van de Vinex-locatie Zenderpark. De straten in de buurt zijn meest vernoemd naar hoofdsteden. Er zijn ook referenties naar het verleden van de buurt in de straatnamen terug te vinden, zoals Korte-, midden- en Langegolf en de Merkelbachlaan.

## Geschiedenis
De buurt is, net als de rest van het Zenderpark, gelegen in de Polder Hooge Biezen. De polder had een voornamelijk agrarische bestemming met bijbehorende sporadische bebouwing. Vanaf de jaren 30 van de 20e eeuw zijn in het gebied diverse zenders met bijbehorende bebouwing geplaatst. Beheerder was Nozema. In 1954 werd door Nozema een gebouw voor Wereldomroep gebouwd. Het was ontworpen door de architecten Piet Elling en Benjamin Merkelbach .
In de jaren 90 van de 20e eeuw werd het gebied aangewezen als Vinex-locatie, waarna het rond 2000 bebouwd is met voornamelijk woningbouw. Het Wereldomroep-gebouw werd verbouwd tot appartementencomplex waarin tevens plaats was voor enkele voorzieningen.
Stad: IJsselstein      Buurtschappen: Achtersloot · Klaphek · Knollemanshoek (deels)

Woonwijken: Centrum · Noord · West · Zuid

Woonbuurten: Binnenstad · Nieuwpoort · Groenvliet · Kasteelkwartier · Europakwartier · Oranjekwartier · IJsselveld-Oost · IJsselveld-West · IJsseloevers · Hazenveld en Overwaard · Panoven · De Hoven en De Boomgaard · De Tuinen · Het Hart · De Wereldsteden · De Rivieren · Het Staatse · Benschopperpoort en Het Podium · Achterveld-Zuid · Achterveld-West · Achterveld-Noord · Achterveld-Oost · Eiterse Waard · Landelijk gebied Noord · Landelijk gebied Zuid

Overige buurten: Rijpickerwaard · Paardenveld · Over Oudland · Industrieterrein Lage Dijk · Bedrijventerrein De Corridor
Utrecht · Plaatsen in de provincie      Nederland · Provincies · Gemeenten